# Велика опера
Велика опера — жанр опери, що зародилася у Франції у першій половині XIX століття, для якої характерні п'ять, або чотири акти, з великим та пишним загальним дизайном й декораціями, масштабним акторським складом з обов'язковими у наявності танцями. Створювалися спектаклі зазвичай на історичні теми.

## Історія
Напередодні революції 1830 року велика опера затвердилася остаточно як новий жанр, що була створена італійцем Жаном-Батістом Люллі. Використовуючи пишність, пафос і маштабність спектаклів, з особистим акцентом на французьку просодію, далеку від вокальних прийомів і віртуозності, що була започатковані ще при Людовику XIV, а саме — великий хор, балети, оркестри, в яких залучина значна кількість людських ресурсів — жанр почав набувати обертів у русло ідей волі, змін. Таким же реформаторським робом, від античної міфології відійшла романтична французька опера віддаючи перевагу історичним фрескам середньовіччя й епохи Відродження, чіпляючись також в політичну історію того часу. Загалом, на жанр створив владний вплив Велика французька революція, що призвела до естетичної еволюції і, що більш важливо, оновленню жанру: націлені на більш широку аудиторію і часто обтяжені пропагандистською метою просувати.
Франція Луї-Філіпа прагнула стерти приниження Ватерлоо і Віденського договору виявивши пристрасть до власної історії держави. Коли Людовик Віте став першим генеральним інспектором історичних пам'яток, а Віктор Гюго опублікував мюзикли «Notre Dame de Paris», «Robert le Diable» і «Les Huguenots» надія взросла. Героями великої опери були вже не Тесей або Прозерпіна, а герцог Нормандії і Маргарита де Валуа. Іноді на сцені з'являлося квазісучасне минуле: «Густаве III» Обер і Скриб розповідали історію вбивства шведського короля, яке відбулося в 1792 році, всього сорок років тому.
Театри і нові твори процвітали до 1807 року, до коли Наполеон не ввів привілеї. З тих самих пір в Парижі стали дозволені тільки вісім театрів, чотири з яких будуть «імператорськими» або «великими»: «Комеді-Франсез», «Опера Комік», «Італійський театр», більш відомий як «Ле Буф», і перший. і, перш за все, Королівська академія на вулиці Ле Пелетье. Розмежування жанрів було надзвичайно суворим, і протягом декількох десятиліть Королівська академія мала винятковий привілей ставити грандіозні опери.
У 1807 році італієць Гаспаре Спонтіні здійснив перший успішний перехід революційної роботи в сторону цього нового жанру з «Ла Весталійпосвященних». За цим рушили роботи Даніеля-Франсуа-Еспрі Обера «Мюет де Портичи» (1828 р.) і Россіні «Гійом Телль» (1829 р), обидва з яких вважаються першими завершеними зразками.